# Sonic the Hedgehog 4 Episodio 2
Sonic the Hedgehog 4 Episodio 2 (ソニック・ザ・ヘッジホッグ4 エピソードII?, Sonikku za Hejjihoggu Fō: Episōdo Tsū) è un videogioco a piattaforme con protagonisti Sonic the Hedgehog e il suo migliore amico Miles "Tails" Prower. È disponibile su Steam, PlayStation Network, Xbox Live, Google Play, Windows Phone, App Store e Ouya. Il gioco è stato annunciato subito dopo l'uscita del primo episodio. Il gioco è sviluppato dal Sonic Team insieme al Dimps mentre è pubblicato da SEGA.
Il gioco è il seguito di Sonic the Hedgehog 4 Episodio 1 ed è giocabile in alta definizione 1080i/1080p su PlayStation 3, Xbox 360 e Steam. Il gioco mantiene la tecnica grafica del episodio precedente 2.5D. Grazie al budget più alto, a disposizione del Sonic Team, sono stati sfruttati nuovi motori grafici e fisici.
Se si possiedono entrambi gli episodi viene sbloccato Sonic the Hedgehog 4 Episodio Metal.

## Trama
Diversi mesi dopo gli eventi del primo episodio, Little Planet di Sonic the Hedgehog CD si avvicina di nuovo al mondo di Sonic, mentre il Dr. Eggman perfeziona il suo ultimo piano. Non può essere una coincidenza! Con l'aiuto di Tails, Sonic inizia ad indagare.

## Personaggi
- Sonic the Hedgehog: il porcospino più veloce del mondo. Può sembrare impaziente, ma è sempre pronto ad aiutare chi ha bisogno.

- Miles "Tails" Prower: amico e spalla di Sonic. Un genio della meccanica, può volare facendo ruotare le sue due code. Il suo desiderio è di diventare qualcuno su cui Sonic possa sempre contare.

- Dr. Eggman: un egocentrico genio del male con un Quoziente intellettivo di 300. Vuole a tutti costi trasformare il mondo in Eggmanland.

- Metal Sonic: un robot dalle altissime prestazioni costruito dal Dr. Eggman per contrastare Sonic. Veloce e potente come l'originale, vive nell'attesa di affrontare Sonic.

## Modalità di gioco
Il videogioco è a scorrimento orizzontale in 2D, che ricorda i classici giochi di Sonic per Sega Mega Drive, mantenendo però i modelli poligonali 3D dei personaggi, dei nemici e dei componenti di ogni livello. I giocatori avranno a disposizione Sonic e Tails, usando le meccaniche del primo episodio, quali: Spin Dash, Homing Attack. Vi saranno anche i Monitor, contenenti power-up come la super velocità, l'invincibilità a gli scudi. La vera novità consiste nelle mosse combo insieme a Tails: Combocottero, Combo Subacquea e Combo Rotante. Vi saranno inoltre una Combinazione Speciale, dove si potrà premere ripetutamente un tasto per guadagnare punti, e lo Scatto Combinato (disponibile delle Fasi Speciali) che consiste in una fune tra Sonic e Tails che consentirà di raccogliere i Ring che si troveranno tra i personaggi. In ogni fase, escluse le fasi speciali e i boss sarà nascosto un Ring Stella Rossa, oggetti speciali presenti in Sonic Colours e Sonic Generations. Raccogliendo tutti e sette gli Smeraldi del Caos, Sonic si può trasformare in Super Sonic dopo aver collezionato 50 anelli. Ogni livello è giocabile in modalità attacco al punteggio (storia principale) e modalità attacco al tempo, i relativi punteggi sono registrabili tramite il servizio di connessione a internet della console dove si potrà poi vedere la classifica e confrontare i propri punteggi con quelli del resto del mondo. In Sonic the Hedgehog 4 Episodio 2 ci sono in tutto 25 livelli: 13 Fasi, 5 Boss e 7 Fasi Speciali.

### Zone
Il gioco si divide in cinque zone, suddivise a loro volta in quattro atti (tre normali ed uno contro il rispettivo boss), fatta eccezione per l'ultima, Death Egg Mk.II, composta esclusivamente da due.
- Sylvania Castle Zone (Castello misterioso nella foresta): nel cuore di una foresta, c'è un castello situato in riva a un lago. A dispetto della sua aria fiabesca, è pieno di trappole, come i pilastri volanti, strategicamente piazzati per impedire l'accesso di Sonic e Tails al castello.
- White Park Zone (Parco di divertimenti innevato): parco di divertimenti deserto, creato sulla vetta innevata di una montagna. Sonic dovrà superare delle valanghe, correre sui binari delle montagne russe ed esplorare delle grotte piene d'acqua, fino alle profondità più estreme.
- Oil Desert Zone (Zona di estrazione di idrocarburi nel deserto): le enormi raffinerie sono state costruite dal Dr. Eggman per impadronirsi delle risorse di questa Zona. Sonic e Tails dovranno stare attenti alle trappole che li aspettano, comprese le tempeste di sabbia, le sabbie mobili e le enormi vasche di sabbia.
- Sky Fortress Zone (Fortezza volante): una fortezza volante gigantesca pensata come ultima linea di difesa.
- Death Egg Mk.II (Stazione spaziale): è composta da un unico atto giocabile. Tra questa zona e quella precedente è presente una scena nella quale Eggman scappa a bordo di una navicella, mentre Sonic e Tails ne cercano un'altra per inseguirlo. La navicella li porterà quindi sulla Death Egg Mk.II. Sonic e Tails si troveranno spesso in ambienti dalla forza di gravità rovesciata e correranno a testa in giù. Verso metà della zona appariranno Metal Sonic e il dottor Eggman, una volta sconfitti si continua nella stazione spaziale fino a rincontrare Metal Sonic, il quale vi sfiderà in una gara di velocità. Se arriverete per primi, Metal Sonic verrà schiacciato e sconfitto definitivamente.

## Lock-On
Il termine lock-on (aggancio) è una funzione ripresa da Sonic & Knuckles, in questa serie s'intende in versione digitale. Chi possiede entrambi gli episodi sulla stessa console o profilo utente, dopo aver finito il primo atto in entrambi: Splash Hill Zone Act 1 ; Sylvania Castle Zone Act 1 riceve nel secondo gioco un episodio bonus dal titolo Sonic the Hedgehog 4 Episodio Metal con Metal Sonic come personaggio giocabile, protagonista.

### Zone
- Stardust Speedway (intro)
- Mad Gear Zone - Act 1
- Lost Labyrinth Zone - Act 2
- Casino Street Zone - Act 3
- Splash Hill Zone - Act 4

## Accoglienza
| Testata                            | Versione | Giudizio |
| ---------------------------------- | -------- | -------- |
| Metacritic (media al 10-05-2020)   | PS3      | 63/100   |
| Metacritic (media al 10-05-2020)   | Xbox 360 | 61/100   |
| Metacritic (media al 10-05-2020)   | PC       | 54/100   |
| Metacritic (media al 10-05-2020)   | iOS      | 66/100   |
| GameRankings (media al 09-12-2019) | PS3      | 63.33%   |
| GameRankings (media al 09-12-2019) | X360     | 61.32%   |
| GameRankings (media al 09-12-2019) | PC       | 52.00%   |
| GameRankings (media al 09-12-2019) | iOS      | 73.57%   |
| Play Generation                    | PS3      | 72/100   |

La rivista Play Generation diede alla versione per PlayStation 3 un punteggio di 72/100, considerandolo un classico Sonic con una modalità cooperativa che si rivelava migliore del predecessore e come contro alcune ambientazioni che non convincevano e la poca longevità nel completare i quattro livelli disponibili, finendo per trovarlo un platform vecchio stile, che alternava elementi divertenti a qualche limite tecnico e di longevità.